# Galen D. Stucky
Galen D. Stucky (McPherson, Estats Units 1936) és un químic estatunidenc.

## Biografia
Va néixer el 17 de desembre de 1936 a la ciutat de McPherson, població situada a l'estat de Kansas (Estats Units).
Va estudiar química al McPherson College, on es llicencià el 1957, i posteriorment es doctorà a la Universitat Estatal d'Iowa el 1962. Ha estat professor a la Universitat d'Illinois i Universitat de Califòrnia a Santa Barbara.

## Carrera científica
Especialista en cristal·lografia i química organigometàl·lica, el 2014 fou guardonat, juntament amb Mark E. Davis i Avelino Corma, amb el Premi Príncep d'Astúries d'Investigació Científica i Tècnica.